# Eudromia intermedia
Eudromia intermedia je izumrla prapovijesna vrsta ptice iz reda tinamuovki. Pripada rodu Eudromia, čije su joj vrste srodnici. Živjela je u kasnom pliocenu. Fosili su joj nađeni u Argentini. Bila je jedini pripadnik danas nepostojećeg roda Tinamisornis.